# Élections générales saskatchewanaises de 1975
L'élection générale saskatchewanaise de 1975 se déroule le 11 juin 1975 afin d'élire les députés de l'Assemblée législative de la Saskatchewan. Il s'agit de la 18e élection générale en Saskatchewan depuis la création de cette province du Canada en 1905.

## Résultats
| Parti                                | Parti                      | Chef        | # de candidats | Sièges | Sièges | Sièges  | Voix    | Voix    | Voix     |
| Parti                                | Parti                      | Chef        | # de candidats | 1971   | Élus   | % Diff. | #       | %       | % Diff.  |
| ------------------------------------ | -------------------------- | ----------- | -------------- | ------ | ------ | ------- | ------- | ------- | -------- |
|                                      | Nouveau Parti démocratique |             | 61             | 45     | 39     | -13,3 % | 180 700 | 40,07 % | -14,93 % |
|                                      | Libéral                    |             | 61             | 15     | 15     | -       | 142 853 | 31,67 % | -11,15 % |
|                                      | Progressiste-conservateur  |             | 61             | -      | 7      | +600 %  | 124 573 | 27,62 % | +25,49 % |
|                                      | Indépendant                | Indépendant | 5              | -      | -      | -       | 2 897   | 0,64 %  | +0,60 %  |
| Total                                | Total                      | Total       | 188            | 60     | 61     | +1,7 %  | 451 023 | 100 %   |          |
| Source : (en) Elections Saskatchewan |                            |             |                |        |        |         |         |         |          |